# Constance Marie Charpentier

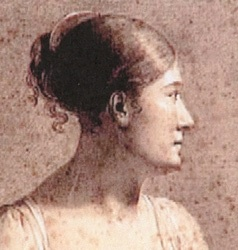
Zelfportret, ca. 1800, Musée Magnin, Dijon

Constance Marie Charpentier, geboren Bondelu (Parijs, 4 april 1767 - aldaar, 3 augustus 1849), was een Frans kunstschilderes. Ze werkte in een classicistische stijl.

## Leven
Charpentier werd geboren in een kruideniersgezin. Haar ouders lieten haar in de leer gaan bij de portrettist Jean-Georges Wille. Via hem kwam ze vervolgens terecht in het atelier van Jacques-Louis David. Later studeerde ze onder andere ook nog bij François Gérard en mogelijk Louis Lafitte. In 1893 huwde ze met François Victor Charpentier, de schoonbroer van de revolutionair Georges Danton.
Charpentier overleed in 1849, 82 jaar oud. Samen met Marie-Denise Villers werd ze beschouwd als een van de belangrijkste vrouwelijke kunstschilders van haar tijd.

## Werk
Charpentier schilderde vooral genrewerken en portretten in de neoclassicistische stijl van haar leermeesters. Tussen 1795 en 1819 kende ze grote populariteit en exposeerde ze meermaals in de Parijse salon, waar ze in 1814 een gouden medaille won.

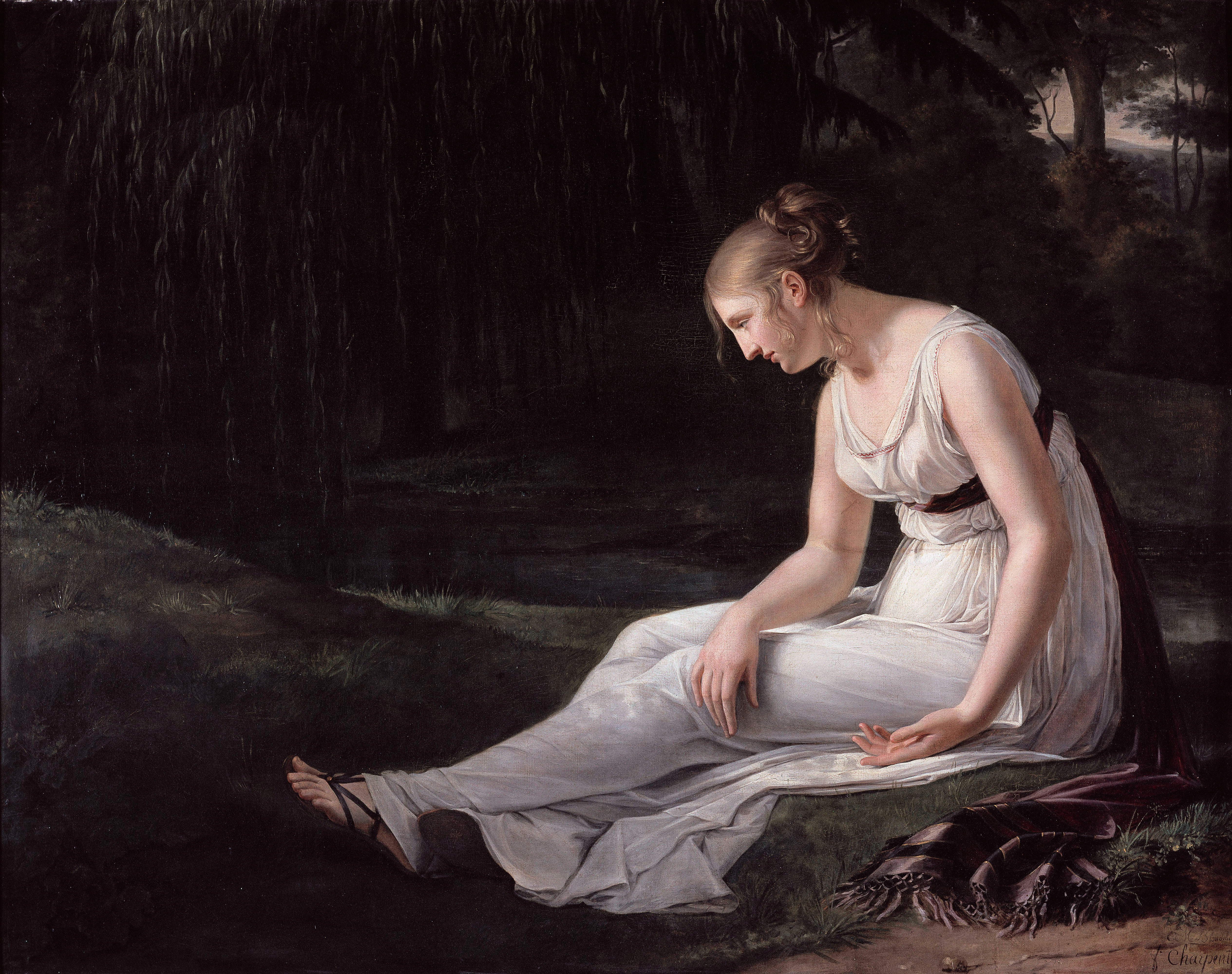
Melancholie, 1801, Musée de Picardie, Amiens

Carpentiers bekendste werk is Melancholie, uit 1801, waarin Romeinse invloeden zichtbaar zijn, onder meer in het kleed van de vrouw. In het thema zien we ook de romantische idee terug, stoelend op de gedachte dat melancholie een edele, filosofische emotie is.
Lange tijd werd Charpentier ook beschouwd als de maakster van het uiteindelijk in 1996 aan Villers toegewezen Tekenende jonge vrouw. Anderzijds wordt verondersteld dat diverse van haar werken later ten onrechte aan mannelijke collega-schilders zijn toegewezen.